# Championnat d'Océanie de futsal 1992
Navigation
1996
Le Championnat d'Océanie de futsal 1992 est la première édition de cette compétition. Il se déroule à Brisbane en Australie, du 15 au 20 juin 1992.
Vainqueur, l'Australie se qualifie pour le Coupe du monde 1992.

## Organisation de l'évènement
Le tournoi se déroule à Brisbane, en Australie.
Les trois équipes se rencontrent chacune deux fois, en matchs aller-retour. L'équipe possédant le plus de points à la fin est sacrée championne d'Océanie et qualifiée pour la Coupe du monde en fin d'année.

## Compétition

### Résultats
| 15 juin 1992 | Australie | 8-1 | Vanuatu |  |  |
|              |           |     |         |  |  |

| 16 juin 1992 | Australie | 9-2 | Nouvelle-Zélande |  |  |
|              |           |     |                  |  |  |

| 17 juin 1992 | Nouvelle-Zélande | 4-9 | Vanuatu |  |  |
|              |                  |     |         |  |  |

| 18 juin 1992 | Vanuatu | 3-8 | Australie |  |  |
|              |         |     |           |  |  |

| 19 juin 1992 | Nouvelle-Zélande | 0-3 | Australie |  |  |
|              |                  |     |           |  |  |

| 20 juin 1992 | Vanuatu | 6-4 | Nouvelle-Zélande |  |  |
|              |         |     |                  |  |  |

### Classement
| Rang | Équipe           | Pts | J | G | N | P | Bp | Bc | Diff |
| ---- | ---------------- | --- | - | - | - | - | -- | -- | ---- |
| 1    | Australie        | 8   | 4 | 4 | 0 | 0 | 28 | 6  | +22  |
| 2    | Vanuatu          | 4   | 4 | 2 | 0 | 2 | 19 | 24 | -5   |
| 3    | Nouvelle-Zélande | 0   | 4 | 0 | 0 | 4 | 10 | 27 | -17  |

## Sources
- (en) « 1992 Oceanian Futsal Championship », sur rsssf.com, 28 août 2009 (consulté le 14 juin 2018)
- (en) « Technical report - qualifying results - Oceania », sur fifa.com (consulté le 14 juin 2018)